# Антон Строльман
Антон Строльман (швед. Anton Strålman; 1 серпня 1986, м. Тібру, Швеція) — шведський хокеїст, захисник. Виступає за «Тампа-Бей Лайтнінг» у Національній хокейній лізі.
Вихованець хокейної школи ХК «Тімро». Виступав за ХК «Тімро», «Торонто Марліс» (АХЛ), «Торонто Мейпл-Ліфс», «Колумбус Блю-Джекетс», «Нью-Йорк Рейнджерс».
В чемпіонатах НХЛ — 476 матчів (27+124), у турнірах Кубка Стенлі — 75 матчів (4+14).
У складі національної збірної Швеції учасник чемпіонатів світу 2007, 2008 і 2009 (24 матчів, 6+8). У складі молодіжної збірної Швеції учасник чемпіонатів світу 2005 і 2006. 
Досягнення
- Бронзовий призер чемпіонату світу (2009)
- Чемпіон світу в складі національної збірної Швеції 2017.